# Baie de l'Isle-Verte
La baie de L'Isle-Verte est une zone humide côtière de 22,2 km2 située dans la municipalité de L'Isle-Verte le long de la rive sud du fleuve Saint-Laurent au Québec, Canada. Elle a été désignée zone humide d'importance internationale de Ramsar le 27 mai 1987, elle est classée zone importante pour la conservation des oiseaux et inclut une réserve nationale de faune ainsi qu'un sanctuaire d'oiseaux migrateurs.